# هنین لونه یاکوبسن
هنین لونه یاکوبسن (دانمارکی: Henning Lynge Jakobsen؛ زادهٔ ۶ مارس ۱۹۶۲) قایقران کانو اهل دانمارک است.